# Microeciella suborbicularis
Microeciella suborbicularis is een mosdiertjessoort uit de familie van de Oncousoeciidae. De wetenschappelijke naam van de soort is, als Diastopora suborbicularis, voor het eerst geldig gepubliceerd in 1880 door Thomas Hincks.